# Bryum subuliferum
Bryum subuliferum là một loài rêu trong họ Bryaceae. Loài này được Mitt. mô tả khoa học đầu tiên năm 1863.